# Френкі Наклз
Френкі Наклз (англ. Frankie Knuckles, повне ім'я — Frank Warren Knuckles Jr.; 18 січня 1955 — 31 березень 2014) — американський діджей, музикант і продюсер. Відіграв важливу роль у розвитку та популяризації хауз-музики в Чикаго протягом 1980-х років, коли жанр був у зародковому стані. У 1997 році Наклз здобув Греммі як реміксер року. Через його значення в розвитку жанру, його часто називають «Хрещеним батьком хауз музики».

## Особисте життя
Френкі Наклз був відкритим геєм.

## Смерть
У середині 2000-х років у Наклза розвинувся діабет другого типу. А після того, як він зламав ногу, катаючись на сноуборді, у нього виник остеомієліт. Наклз відмовився виділити час на лікування і йому ампутували ноги. 31 березня 2014 року він помер у Чикаго у віці 59 років через ускладнення, спричинені діабетом.

## Нагороди і визнання
У 2004 році 25 серпня було проголошено днем Френкі Наклза в Чикаго і за сприяння тодішнього сенатора від штату Ілінойс Барака Обами, перейменовано частину вулиці на його честь.
У 2005 році Наклз був включений у Зал слави танцювальної музики за свої досягнення.